# Capellán de la Cámara de Representantes de los Estados Unidos
El capellán de la Cámara de Representantes de los Estados Unidos (en inglés: Chaplain of the United States House of Representatives) es un funcionario de la Cámara de Representantes de los Estados Unidos que se dedica a recitar una oración al principio de cada sesión. El cargo está establecido por la segunda sección del artículo 1 de la Constitución de los Estados Unidos: «la Cámara de Representantes elegirá a su presidente y demás funcionarios». La actual capellán es Margaret G. Kibben, elegida el 3 de enero de 2021.
El capellán brinda asesoramiento pastoral a la Cámara, coordina la programación de los capellanes invitados y organiza servicios conmemorativos para los congresistas. Anteriormente, los capellanes realizaron ceremonias de matrimonio y funerales para los miembros de la Cámara.

## Historia
La Cámara de Representantes eligió al presbiteriano William Linn como su primer capellán el 1 de mayo de 1789, continuando con la tradición del Congreso Continental de ofrecer una oración al comienzo de cada sesión. Conforme a lo establecido por una ley promulgada el 26 de septiembre de ese año, el capellán tenía un salario de USD 500. En un principio, alternaba funciones con el capellán del Senado semanalmente y ofrecía servicios dominicales en el recinto de la Cámara.

## Elección
Al comienzo de un nuevo congreso —cada dos años—, el presidente del caucus mayoritario ofrece una resolución para elegir a los funcionarios de la Cámara de Representantes: el secretario, el director administrativo, el sargento de armas y el capellán. Seguido de esto, el presidente del caucus minoritario presenta una enmienda a la moción y solicita que el capellán sea elegido por separado, por lo que la Cámara aprueba la nominación del capellán primero, para luego rechazar la enmienda y adoptar la resolución, o sea, los candidatos del partido mayoritario. Si el puesto queda vacante durante el transcurso de un congreso, el capellán puede ser elegido por el presidente de la Cámara o mediante otra resolución.

## Controversias
Ya para la década de 1850, surgieron una serie de peticiones para remover el cargo de capellán tanto en la Cámara como en el Senado, por motivos que incluyeron afirmaciones de que estos representaban una violación de la separación de la Iglesia y el Estado, y que se elección se había «politizado». Entre 1855 y 1861, se suspendieron las elecciones del capellán, por lo que la Cámara invitó a los clérigos locales (de Washington D. C.) a asistir a las sesiones de forma voluntaria, aunque debido a la dificultad de que estos se presentaran, se volvió a la práctica de elegir a los capellanes.
William H. Milburn, mientras se desempeñaba como capellán en el 52.º Congreso, «adquirió el hábito de rezar contra los juegos de azar con acciones y bonos», por lo que el representante por Illinois, Ransom W. Dunham, se quejó ante el entonces presidente de la Cámara, Thomas Brackett Reed, argumentando que lo que estaba diciendo Milburn se estaba «volviendo personal». Reed no consideró el planteo de Dunham, afirmando que «[era] la forma en que el capellán le [contaba] al Señor todas las noticias».
En 1983, durante el caso Marsh contra Las Cámaras, la Corte Suprema dictaminó la constitucionalidad de los capellanes, citando que la práctica de iniciar cada sesión legislativa con una oración «se remonta al Congreso Continental, en 1774», y señaló que la costumbre «está profundamente arraigada en la historia y tradición de [Estados Unidos]». Este caso fue citado en Murray contra Buchanan, en el que se cuestionaba que los capellanes recibieran un salario.